# Madascincus pyrurus
Madascincus pyrurus — вид сцинкоподібних ящірок родини сцинкових (Scincidae). Ендемік Мадагаскару. Описаний у 2016 році.

## Поширення і екологія
Madascincus pyrurus відомі з кількох місцевостей, розташованих на Центральному нагір'ї, в регіонах Вакінанкаратра і Амурун'ї Маніа. Вони живуть в сухих тропічних лісах і чагарникових заростях, серед скель, під камінням. Зустрічаються на висоті від 1648 до 2252 м над рівнем моря. Відкладають яйця.